# Alfredo Trejos
Alfredo Trejos (San José, 8 de septiembre de 1977) es un poeta y facilitador de procesos de creación literaria costarricense.

## Biografía
Alfredo Trejos nació en San José, pero ha vivido siempre en Cartago. Realizó estudios de Antropología y Filosofía en la Universidad de Costa Rica, pero no se dedicó a la carrera académica. En 1995, a sus casi dieciocho años, y hasta 1998, formó parte del Café Literario Francisco Zúñiga Díaz, del Instituto Nacional de Seguros; y de 1997 a 2002 fue miembro del grupo literario La Enésima Silla, de Cartago. Ha sido invitado a los festivales internacionales de poesía de San Miguel, El Salvador, en el 2000; y en Nicaragua a los de Managua, en el 2002 y Granada, en el 2005. Desde el año 2013 dirige el Taller-Laboratorio de poesía "Tráfico de influencias"

## Obra
Su poesía es una de las más reconocidas dentro de las nuevas generaciones de poetas costarricenses. De gran fuerza y desgarrada visión existencial, ha evolucionado de un simbolismo a una visión más urbana y coloquial.

## Reconocimientos
- Premio Nacional Aquileo J. Echeverría de poesía 2011, por su libro Cine en los sótanos.

- Mención de honor en el Premio per la Pace, 1996, auspiciado por el Centro Studi, Cultura e Societá de Turín, Italia.

- Premio Nacional Aquileo J. Echeverría de poesía 2017, por su libro Prusia.

- Participación artística en el Traspaso de Poderes de la República de Costa Rica 2018 con el poema "He vuelto a mi país".

## Obras
Ha publicado los siguientes poemarios:
- Carta sin cuerpo (San José: Ediciones Perro Azul, 2001).

- Arrullo de la noche tóxica (San José: Ediciones Pero Azul, 2005; Ciudad de México: Gaceta Literaria, Colección Limón Partido,  2006).

- Vehículos pesados (Versión abreviada: San José: EUCR / Casa de Poesía, 2010 / Versión completa: Ediciones Espiral, 2011).

- Modelo T. Antología personal. 1999-2009 (Guatemala: Catafixia Ediciones, 2010).

- Cine en los sótanos (San José: Editorial Germinal, 2011).

- Prefiero ver estática (San José: Editorial Germinal, 2013).

- Riviera Paradise (San José: Editorial Germinal, 2014).

- Crooner (San José: Editorial EUNED, 2015).

- Prusia (Guatemala: Editorial Catafixia, 2017).